# Phaconeura hackeri
Phaconeura hackeri är en insektsart som beskrevs av Woodward 1957. Phaconeura hackeri ingår i släktet Phaconeura och familjen Meenoplidae. Inga underarter finns listade i Catalogue of Life.